# تشيستر ،مقاطعة وارن (نيويورك)
تشيستر، مقاطعة وارن (بالإنجليزية: Chester, Warren County, New York)‏ هي بلدة أمريكية تقع في الولايات المتحدة في مقاطعة وارين، نيويورك. يقدر عدد سكانها بـ 3,614 نسمة ومساحتها 225.6 كم2 وترتفع عن سطح البحر 334 متر.